# Arnold Hungerbühler
Arnold Hungerbühler (ur. 31 maja 1938 w Saland) – szwajcarski kolarz przełajowy, srebrny medalista mistrzostw świata.

## Kariera
Największy sukces w karierze Arnold Hungerbühler osiągnął w 1960 roku, kiedy zdobył srebrny medal w kategorii elite podczas przełajowych mistrzostw świata w Tolosie. W zawodach tych wyprzedził go jedynie Rolf Wolfshohl z RFN, a trzecie miejsce zajął Francuz Robert Aubry. Był to jednak jedyny medal wywalczony przez niego na międzynarodowej imprezie tej rangi. Był też między innymi piętnasty na mistrzostwach świata w Hanowerze w 1961 roku. W latach 1960 i 1962 zdobywał złote medale przełajowych mistrzostw kraju. Nigdy nie wystąpił na igrzyskach olimpijskich. W 1964 roku zakończył karierę.